# Sabana Yegua
Sabana Yegua é um município da República Dominicana pertencente à província de Azua.
Sua população estimada em 2012 era de 11 644 habitantes.